# Hercai
Hercai (no Brasil: Hercai: Amor e Vingança) é uma telenovela turca produzida pela Mia Yapım e exibida pela ATV entre 15 de março de 2019 e 25 de abril de 2021, estrelada por Akın Akınözü, Ebru Şahin, Gülçin Santırcıoğlu, Serhat Tutumluer, Oya Unustası e Ahmet Tansu Taşanlar.

## Enredo
Reyyan é neta da Família Şadoğlu, uma família proeminente da cidade de Midyat. Seu avô e seu pai são figuras muito importantes em sua vida e na família Şadoğlu. No entanto, Reyyan nunca se sentiu amada em casa por ninguém, exceto seu pai, Hazar (ele é seu padrasto), mãe e irmã mais nova. Reyyan foi maltratada pelo avô desde a infância devido ao fato de ela não ser sua neta biológica, e a única razão pela qual ele a adotou na família foi por causa de seu filho Hazar, mas ela não sabe disso. Uma manhã, Reyyan sai cavalgando em seu cavalo pelos campos para seu local favorito, o qual ela adora ver o nascer do sol. No caminho de volta, seu cavalo quase é atropelado por um carro, ela cai e perde a consciência. O motorista do carro é um jovem bonito chamado Miran, que se sente atraído por ela. Ele a leva de volta para casa em seu carro e a história começa ...
Yaren, a filha de Cihan (irmão de Hazar), é extremamente atraída por Miran, mas Miran se apaixona por sua prima Reyyan, fazendo com que Yaren jure vingança contra Reyyan, por em sua mente ela ter-lhe roubado Miran e arruinado sua vida. Eventualmente, Miran propõe casamento a Reyyan, eles se casam e começam suas novas vidas juntos. Depois de passar sua primeira noite como marido e mulher, na manhã seguinte ele a deixa, despertando em Reyyan intensos sentimentos de traição e ódio por ele, pois ela jura nunca deixá-lo esquecer o que ele fez a ela, enquanto viver, e que ela nunca o perdoará pelo que ele lhe fez. Acontece que tudo sobre Miran é uma mentira; o casamento, sua família, seu nome, seu passado ... O plano de Miran o tempo todo era ganhar a confiança da família Şadoğlu, casar com sua filha inocente Reyyan e deixá-la na manhã seguinte, exigindo assim a primeira parte de seu "plano de vingança" e humilhando Reyyan e toda a família Şadoğlu. Mas seus sentimentos por Reyyan eram a única coisa real em toda a situação, seu amor por ela era verdadeiro e genuíno desde o momento em que a conheceu. Sendo que o que fez a ela, ele fez contra sua vontade, sob a orientação de sua avó (Azize). Miran agora luta para lidar com o mal que fez àquela a quem ama. A motivação por trás de sua vingança é o fato de que Miran acredita que o pai de Reyyan (Hazar) sequestrou, estuprou e matou sua mãe e atirou em seu pai. Ele foi criado por sua avó, que lhe disse desde que ele era uma criança, que ele teria de vingar o assassinato de seus pais e elevar seu nome de família mais uma vez. Conforme o tempo passa, segredos são revelados enquanto Reyyan e Miran lutam com os sentimentos que têm um pelo outro, Reyyan com sentimentos pelo homem que em sua cabeça ela odeia, mas em seu coração ela ama, e Miran com sentimentos de extrema culpa pelo que ele fez para a única garota que ele realmente se preocupa.

## Elenco
- Akın Akınözü como Miran Aslanbey / Şadoğlu
- Ebru Şahin como Reyyan Şadoğlu Aslanbey
- Ayda Aksel como Azize Aslanbey
- Macit Sonkan como Nasuh Şadoğlu
- Gülçin Santırcıoğlu como Sultana Aslanbey
- Serhat Tutumluer como Hazar Şadoğlu
- Oya Unustası como Gönül Aslanbey
- Doğan Bayraktar como Aslan Aslanbey
- Ahmet Tansu Taşanlar como Azat Şadoğlu
- Serdar Özer como Cihan Şadoğlu
- Gülçin Hatıhan como Handan Şadoğlu
- Feride Çetin como Zehra Şadoğlu
- İlay Erkök como Yaren Şadoğlu Bakircioglu / Aslanbey
- Ahmet kayakesen como Harun Bakircioglu / Aslanbey
- Cahit Gök como Fırat Demiralp
- Aydan Burhan como Hanife Derbent
- Güneş Hayat como Esma Demiralp
- İnci Şen como Nigar Katarcı
- Eylem Tanrıver como Keriman Çetin
- Aslı Samat como Melike Aştutan
- Ebrar Alya Demirbilek como Gül Şadoğlu
- Duygu Yetiş como Elif Aslanbey Şadoğlu
- Gökhan Yavuz como Rıza Demir
- Emrullah Omay como Mahmut Kim
- Ayşegül Günay como Füsun Aslanbey
- Baris Yalçin como Mahfuz
- Dilaray Yeşilyaprak como Zeynep

## Exibição no Brasil
No Brasil, o folhetim foi adquirido pelo serviço de streaming Globoplay e sua primeira temporada foi adicionada ao catálogo do streaming no dia 31 de julho de 2023 com um capítulo liberado por dia totalizando 44 episódios.
Seria exibida no Viva na data prevista para o dia 14 de abril de 2025 e substituiria O Segredo de Feriha na faixa das 20h30, dedicada á tramas internacionais. No entanto, sem maiores explicações, a faixa foi encerrada e o horário acabou sendo ocupado por reprises do Toma Lá, Dá Cá e Tapas & Beijos. 
Posteriormente, foi confirmada para ser exibida no Globoplay Novelas, sucessor do Viva, estando no ar desde 9 de junho de 2025, ocupando o horário das 21h45, com reprises ás 5h20, 9h35 e 17h05, e sendo uma das primeiras novelas do novo canal.